# Rinya
Rinya är ett vattendrag i Ungern.   Det ligger i provinsen Somogy, i den sydvästra delen av landet, 210 km sydväst om huvudstaden Budapest.